# 烏丸文麿
烏丸 文麿（からすま あやまろ）は、架空の公家。映画版・TV版『柳生一族の陰謀』に通して登場した。演じた俳優は成田三樹夫（映画版・初代TV版）、佐野史郎（2008年TVスペシャル版）、波岡一喜（2020年単発ドラマ版）。苗字は「からすまる」と呼ばれる事もある。
官職は近衛少将で、略して「少将」と呼ばれる。官位を中に入れて「烏丸少将文麿」と表記される事もある。実在の公家・烏丸光広をモデルにしたといわれ、普段はなよなよとしたいかにも公家らしい言動だが、武芸を卑しい物と捉える公家には珍しく剣の達人という設定であり、有事の際には顔つきも精悍なものへと一変する。映画版では、駿河大納言を後継に推す土井大炊頭との会合を終えたところを、柳生左門とその妹・茜の率いる柳生衆に襲撃される。しかし、その卓抜した剣の腕により、文麿を柔弱な公家と見誤った左門を手もなく斬り殺した。初代TV版では、「たかが青公家一人」と侮った酒井備後守配下の服部半蔵をいとも簡単に斬り殺している（狩衣に立烏帽子のスタイルで戦った）。弓術にも優れ、初代TV版では柳生十兵衛の左目を射抜いた張本人で、終盤まで十兵衛を苦しめる強敵である。阿国の傾伎踊りを取り締まる役人達を一喝し、阿国の踊りの先導を務めるなど、風雅な側面も見せる。
朝廷勢力が王政復古を目論む中で、関白・九条道房や大納言・三条実条らと共に謀略を練るが、最後は十兵衛に斬られた。

他の公家達が女色・遊興や幕府への当て付け行為に耽る中、自身は禁欲的で、朝廷の王政復古勢力の中でも確固とした信念の持ち主でもあり、左門の妹・茜が追い込まれた際には「女子（おなご）を斬る刀は持たぬ」と意図的に見逃している。
2008年版では豪華な狩衣を着用しながら、アクロバティックな殺陣を行い、瞬間移動や見切りをつけたと思われる残像を残す演出をされており、十兵衛の左目を「刀で斬って」隻眼にしている。最期は十兵衛の真剣白刃取りからの流れで、己の刀で貫かれ息絶えている。